# Mohammed Zahur Khayyam
Mohammed Zahur Khayyam (Rahon, 18 febbraio 1927 – Mumbai, 19 agosto 2019) è stato un compositore indiano.

## Filmografia parziale
- Kabhi Kabhie (1976)
- Umrao Jaan (1981)
- Ahista Ahista (1981)
- Dard (1981)
- Dil-e-Nadaan (1982)
- Razia Sultan (1983)
- Thodi Si Bewafaai (1980)

## Premi
- Padma Bhushan (2011)
- National Film Awards
  - 1982: "Best Music Director"
- Filmfare Awards
  - 1977: "Best Music Director"
  - 1982: "Best Music Director"
  - 2010: "Lifetime Achievement Award"
- Bombay International Film Festival
  - 2006: "Award for Outstanding Contribution to Indian Film Music"